# Мариинский институт благородных девиц (Нижний Новгород)
Нижегородский Мариинский институт благородных девиц — первое женское учебное заведение Нижнего Новгорода, существовавшее с 1852 по 1918 год и находившееся в системе Ведомства учреждений императрицы Марии. В настоящее время в здании института находится 3-й корпус Нижегородского государственного технического университета.

## История

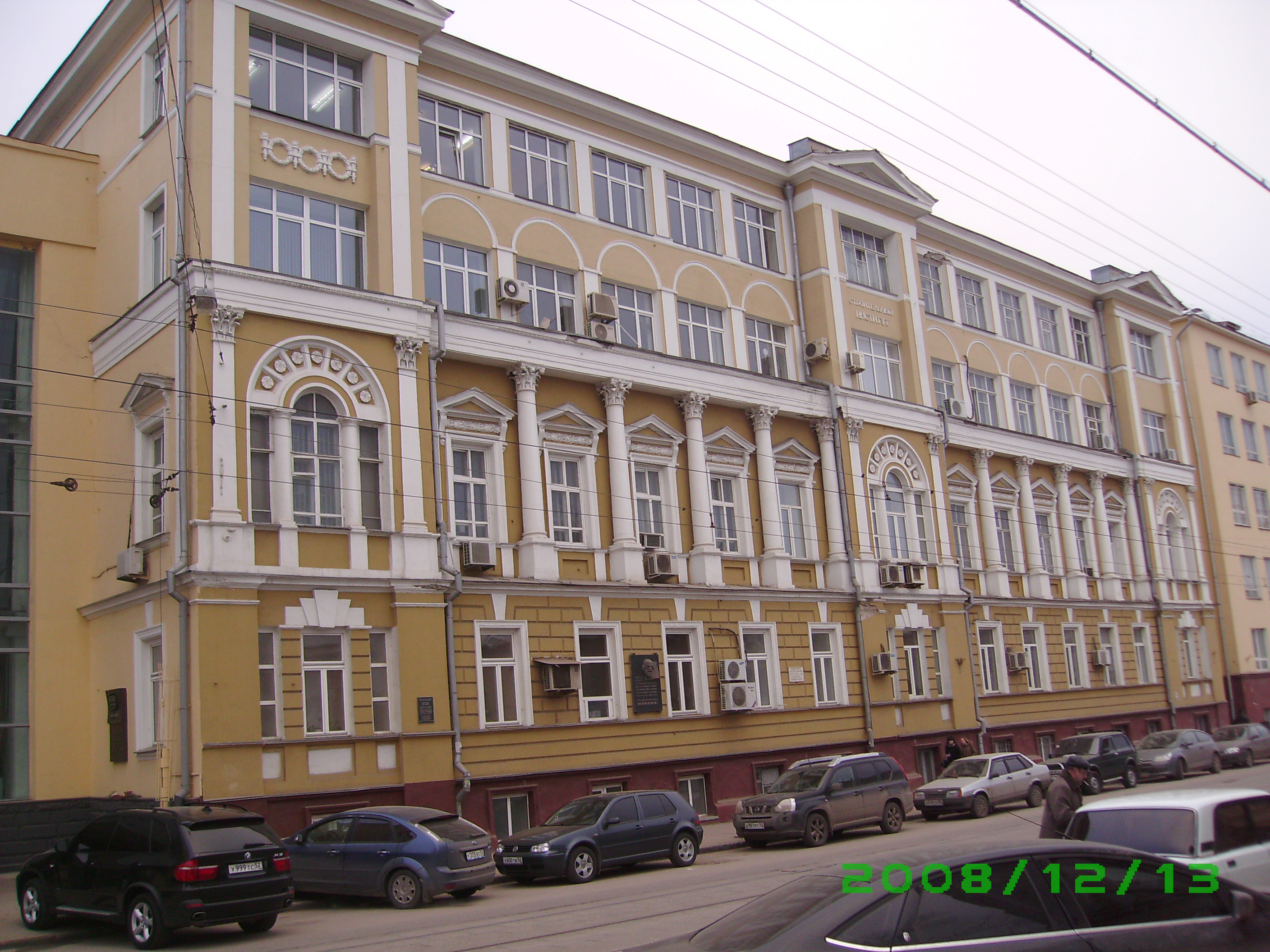
Дом купца А. Д. Рычина, первое здание Мариинского института. Арх. Г. И. Кизеветтер

Институт создан по инициативе жены цесаревича Александра Николаевича (будущего императора Александра II) Марии Александровны и по воле императора Николая I, подписавшего указ об учреждении Института, носил её имя. Постановление об учреждении женского учебного заведения принято дворянским собранием Нижегородской губернии в 1842 г., но открылся он только в апреле 1852 г. Первой начальницей института была назначена вдова бывшего управляющего Московской палатой государственных имуществ Наталья Львовна Ренкевич.
После женитьбы цесаревича Александра Николаевича на Марии Александровне в 1841 году она стала инициатором создания в Нижнем Новгороде института благородных девиц для обедневших дворян. 11 декабря 1841 года на общем собрании нижегородского дворянства было решено провести сбор средств для строительства, а Г. И. Кизеветтеру поручено подыскать строительную площадку. В Тамбове запросили план-фасады уже существовавшего подобного учебного заведения.
Первоначально предполагалось возвести институт за городом, напротив Крестовоздвиженского монастыря, но против выступило городское общество, так как под строительство отходили выгонные земли. Затем рассматривались площадки на Нижнем посаде около Ильинского съезда и на Георгиевской набережной возле одноимённой башни кремля. 30 июня 1845 года было решено возводить здание за проектируемой Сенной площадью «лицом на Волжский откос», между Георгиевской набережной и Жуковской улицей.
Барон А. И. Дельвиг исследовал грунт и 7 октября 1846 года поручил разработку проекта городскому архитектору Л. В. Фостикову. 28 марта 1847 года Нижегородская строительная комиссия рассмотрела планы фасадов и потребовала более тщательно проработать архитектуру флигелей. 10 января 1848 года проект был утверждён и к концу 1857 года сообщалось, что постройка института «совершенно оканчивается», хотя в следующий строительный сезон проводились отделочные работы. В 1856 году к зданию был проведён водопровод. Инспектировать новое здание приезжал из Санкт-Петербурга главный архитектор Ведомства учреждений императрицы Марии П. С. Плавов.
Пока шло строительство, первые 25 воспитанниц 23 апреля 1852 года начали обучение в доме купца Рычина на Ильинской улице (ныне это здание является главным корпусом Нижегородского архитектурно-строительного университета). В институте преподавали историю, Закон Божий, географию, русский язык, словесность, арифметику, французский и немецкий языки, рисование, музыку, пение, танцы и рукоделие. В 1855 году в институте обучалось уже 55 девиц, две из них содержались на стипендию будущей императрицы Марии Александровны. С переводом института в новое здание число воспитанниц достигло нескольких сотен.

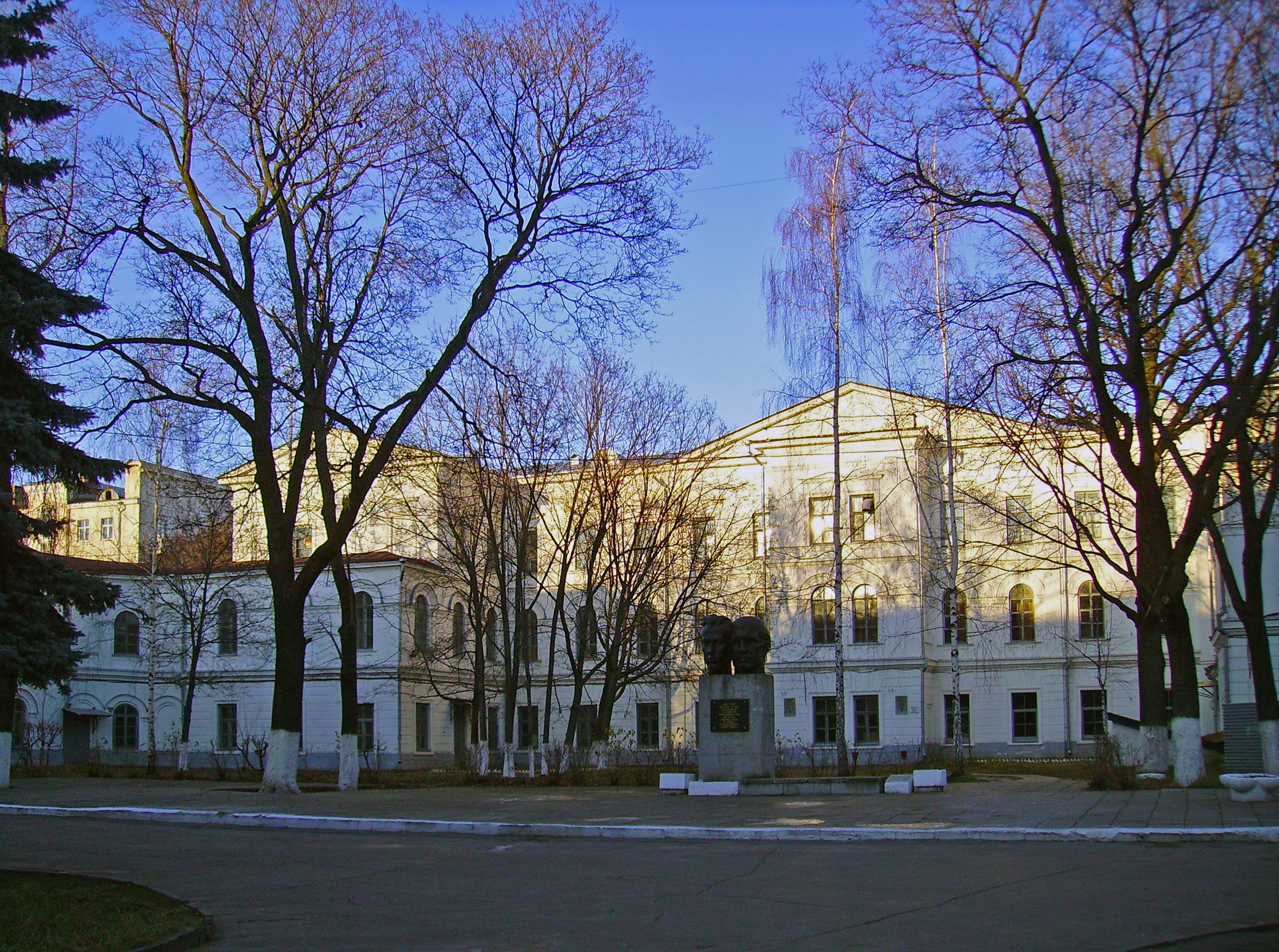
Современное состояние бывшего здания Мариинского института. Третий корпус НГТУ

Мариинский институт являлся закрытым перворазрядным учебным заведением, преимущественно для дочерей потомственных дворян и военных чинов не ниже штаб-офицерского, а также для дочерей купечества 1-й и 2-й гильдии. Девочки принимались в Институт в возрасте 10-12 лет, обучение длилось 6 лет. Воспитанницам преподавались Закон Божий, история, география, русская словесность, арифметика, естествознание, физика, французский и немецкий языки, чистописание, рисование, музыка, пение, танцы, изящные и хозяйственные рукоделия. Именной список выпускниц и табель их оценок отсылался императрице. Первый выпуск состоялся в 1858 году.
Инспектором классов института (членом Совета с 1867 года) был до 1881 года И. С. Сперанский. В 1871—1874 годах архитектором института был В. И. Рудинский.
В 1893 году на Всемирной Колумбовой выставке в Чикаго институт был награждён бронзовой медалью и почётным дипломом. В 1896 г. институт участвовал также во Всероссийской промышленно-художественной выставке.
В 1914—1918 годах в здании института располагался военный госпиталь. В 1918 году институт был закрыт и в его здании был размещён химический факультет Нижегородского университета; в 1930 году здание было передано Нижегородскому политехническому институту.

## Начальницы
- Наталья Львовна Ренкевич (1852—1854)
- и.о. начальницы классная дама Элеонора Церб (1854—1855)
- Мария Александровна Дорохова (1855—1863)
- Зинаида Яковлевна Остафьева (1863—1881)
- Анна Александровна Баллюзек[2] (1881—1883)
- Надежда Александровна Быкова (1883—?)